# Juliusz Adler
Juliusz Judka Adler (ur. 15 listopada 1880 w Białymstoku, zm. po 1950 w Stanach Zjednoczonych) – polski aktor żydowskiego pochodzenia, który zasłynął głównie z ról w przedwojennych żydowskich filmach i sztukach teatralnych w języku jidysz, śpiewak. Dyrektor Teatru Scala w Łodzi.

## Życiorys
Pochodził z rodziny piekarza. W młodości edukację rozpoczął w chederze, następnie jednak uczył się z prywatnym nauczycielem. W wieku 9 lat dołączył do chóru prowadzonego przez kantora. Od 1891 roku występował jako śpiewak w trupie Broderzingerów, następnie przez pewien czas występował w rosyjskiej trupie operowej, a później został kierownikiem chóru w synagodze.
Niedługo później dołączył jako aktor do trupy Dawida Schwarzbarda, a następnie do grupy Abrahama Kamińskiego, gdzie pracował jako aktor, chórmistrz i czasem także jako reżyser. Występował też z grupą Abrahama Fiszzona. Następnie zajął się organizacją i zarządzaniem trupami teatralnymi na terenie Rosji. W 1904 roku wyjechał do Stanów Zjednoczonych, gdzie podjął pracę w Columbia Theatre, a później także w Arch Street Theatre w Filadelfii.
W 1907 roku wyjechał do Warszawy, gdzie dołączył do teatru Jardin d'Hiver. Następnie ponownie występował jako wędrowny aktor, został też reżyserem jednej z trup z którą występował. W 1909 roku na jeden sezon wyjechał do Stanów Zjednoczonych, a po powrocie do Polski występował w Teatrze Wielkim w Łodzi, do którego zaangażował go ówczesny dyrektor Icchak Zandberg. Po jednym sezonie założył z Nahumem Lipowskim grupę teatralną, z którą występował w Rosji. Do Teatru Wielkiego w Łodzi wrócił na przełomie 1911 i 1912 roku. Od 1912 roku był kierownikiem własnego teatru jidyszowego w Łodzi, występował również w teatrach na terenie Imperium Rosyjskiego, m.in. w Warszawie, Łodzi oraz Wiedniu.
W 1913 roku, wraz z Hermanem Sierockim, założył Teatr Scala w Łodzi. W 1920 roku przez pół sezonu występował z Juliusem Nathansonem w Bostonie, a następnie w Los Angeles. W latach 1921–1922 występował w Yiddish Art Theatre w Nowym Jorku. We wrześniu 1922 roku przejął prowadzenie Liberty Theatre, razem z Sierockim. Później występował przez jeden sezon w Hopkinson Theatre i Yiddish Art Theatre. Wyjechał do Europy, skąd następnie udał się do Argentyny i Brazylii. Na przełomie 1927 i 1928 roku został kierownikiem artystycznym teatru w Toronto. Niedługo później powrócił do Europy, gdzie występował w Belgii, Francji, Niemczech i Związku Radzieckim. W grudniu 1928 roku został reżyserem Nowego Teatru Jidysz w Rydze, a w 1929 roku występował gościnnie w Kownie.
Był autorem sztuk teatralnych, operetek, dramatów i melodramatów.

## Filmografia
- 1914: Niewolnica zmysłów
- 1914: Ubój
- 1912: Mirełe Efros